# Syndrome des lymphocytes dénudés
 Mise en garde médicale
Le syndrome des lymphocytes dénudés est un déficit immunitaire congénital combiné lié à un déficit en complexe majeur d'histocompatibilité de classe I (Code CIM-10 : D81.6) ou de classe II (Code CIM-10 : D81.7).
L'affection est transmise selon le mode autosomal récessif. 
Il n'y a pas d'expression des antigènes HLA de classe I ou de classe II à la surface du lymphocyte.
Il existe un déficit immunitaire avec infections fréquentes, respiratoires, digestives, septicémique, à germes microbiens, à virus ou à champignons. Il peut y avoir une diarrhée chronique avec syndrome de malabsorption.
Sur le plan biologique il existe une hypogammaglobulinémie avec absence de production d'anticorps mais aussi un important déficit de l'immunité cellulaire. La réponse proliférative aux antigènes est absente, dissociée de la réponse aux mitogènes, longtemps conservée.
Sur le plan thérapeutique, en dehors des traitements symptomatiques et spécifiques de chaque infection déclarée, on peut avoir recours aux injections d'immunoglobulines. 
Le seul traitement susceptible d'être vraiment curatif est la greffe de cellules souches, notamment du cordon.